# Cansu Yağ
Cansu Yağ (* 22. Juni 1990 in Mönchengladbach) ist eine deutschtürkische Fußballspielerin.

## Karriere

### Vereine
Yağ, aus der Talentschmiede des FSC Mönchengladbach hervorgegangen, spielte von 2009 bis 2011 für die Frauenfußballabteilung von Borussia Mönchengladbach in der drittklassigen Regionalliga West, aus der sie mit ihrer Mannschaft in der Folgesaison als Meister hervorging.
Danach spielte sie in der Türkei für zwei Vereine; zunächst zwei Saisons für Trabzonspor, anschließend sechs für den Erstligisten Konak Belediyespor, mit dem sie fünfmal in Folge die Meisterschaft gewann, bevor sie nach Deutschland zurückkehrte. Es folgte eine Saison für den 1. FC Mönchengladbach, bevor sie sich dem FV Mönchengladbach 2020 anschloss.

### Nationalmannschaft
Yağ bestritt zunächst Länderspiele für die U19-Nationalmannschaft im Rahmen der 1. Qualifikationsrunde für die vom 18. bis 29. Juli 2007 in Island anstehende Europameisterschaft. In Antalya ging es am 26. und 29. September sowie 1. Oktober 2006 gegen die Auswahlen der Schweiz, Portugals und Ungarns; jedoch konnte sich mit der jungen Auswahl nicht für die vom 10. bis 15. April 2007 anstehende 2. Qualifikationsrunde nicht qualifizieren.
Ihr Debüt für die A-Nationalmannschaft am 22. Januar 2006 beim 5:2-Sieg im Testspiel gegen die Nationalmannschaft Nordmazedoniens krönte sie mit ihrem ersten Tor, dem Treffer zum 2:0 in der 27. Minute. Sie kam im November 2006 in den drei Spielen der Qualifikationsrunde für die Europameisterschaft 2009 zum Einsatz. Ihren letzten Einsatz als Nationalspielerin hatte sie am 6. Juni 2016 im achten EM-Qualifikationsspiel der Gruppe 5 beim 2:1-Sieg über die Nationalmannschaft Ungarns.

## Erfolge
- Türkischer Meister 2013, 2014, 2015, 2016, 2017
- Meister Regionalliga West 2011